# 中澤年章
中澤 年章（なかざわ としあき、元治元年8月20日（1864年9月20日） - 大正10年（1921年））とは、明治時代の浮世絵師。

## 来歴
月岡芳年の門人。姓は中澤、名は延太郎。年章は号で、幽斎は別号。甲斐国巨摩郡布施村（現在の山梨県中央市小井川）の百姓・惣甫・りうの長男として生まれる。6歳の時父を亡くし、2年後に継父・喜七が入婿、弟が生まれる。明治14年（1881年）継父の姪・ゑいと結婚するが、4年後に離縁。その後、家を弟に任せ上京し、月岡芳年の内弟子となった。
月岡芳年に師事した理由は明らかではないが、芳年は元治元年（1864年）に甲府道祖神祭礼における幕絵制作のため甲府を訪れており、1871年（明治4年）にも山梨県を訪れている。元治元年の来訪時には年章がまだ年少であるため、明治4年の来訪時に芳年に出会ったか、もしくは山梨において地元絵師に支持し、東京の芳年を紹介され入門した可能性が考えられている。
明治21年（1888年）の「青山練兵所観兵式御幸之図」（大判三枚続）が初作で、明治39年（1906年）まで30点弱の錦絵が確認されている。内訳は、日清戦争関係などの戦争絵が最も多い。他に、大判3枚続の「義経再興記」のような武者絵や、「日本撰景」などの風俗画が知られている。
明治31年（1898年）頃に山梨に戻り、県内を転々としながら地元の人々のために肉筆画を手がけた。これは、日清戦争後に浮世絵が衰退に向かい浮世絵師を引退したのが理由だと考えられる。年章の肉筆画は錦絵とは違って世相画は見られず、歴史画、人物画、美人画、更に南画風が強い山水画や花鳥画など、地元を中心に百数十点確認されている。大正の始めには三日町の太田源七、中村英一、加藤肇氏等が子供の頃師事を受け教示代として酒を持参したそうである。山梨県で大きな被害を出していた寄生虫感染症である地方病の啓蒙のために作られた絵本である『俺は地方病博士だ』の挿絵もおそらく担当したと考えられている。大正10年東京で客死したと伝えられるが、異説もある。

## 代表作

### 錦絵
- 「義経再興記」 大判3枚続 刊年不詳
- 「日本撰景」 大判3枚続 刊年不詳
- 「青山練兵所観兵式御幸之図」 大判3枚続 明治21年
- 「金州大和尚山斥候奮戦之図」 大判3枚続 明治27年（1894年）
- 「威海衛陸海攻撃之図」 大判3枚続 明治28年（1895年）
- 「日本艦隊強勇威海衛ヲ撃破之図」 大判3枚続 明治28年
- 「凱旋還幸新橋通御」大判3枚続 明治28年 山梨県立美術館所蔵
- 「大日本帝国勲章鏡」 大判3枚続 明治28年
- 「女礼裁縫之図」 大判3枚続 明治28年 山梨県立美術館所蔵
- 「三曲合奏之図」 大判3枚続 明治28年 山梨県立美術館所蔵
- 「我第二軍摩天嶺之砲碁占領之図」 大判3枚続 明治28年 山梨県立美術館所蔵
- 「我第二軍威海衛砲碁占領之図」 大判3枚続 明治28年 山梨県立美術館所蔵
- 「日本海軍陸戦隊北京進軍之図」 大判3枚続 明治28年 山梨県立美術館所蔵
- 「清国三大将欲雪敗辱圍金州焼却而被逆撃干守備隊之図」 大判3枚続 明治28年 山梨県立美術館所蔵
- 「聖駕還幸市民奉迎之図」 大判3枚続 明治28年 山梨県立美術館所蔵
- 「講和談判之図」大判3枚続 明治28年 山梨県立美術館所蔵
- 「弁慶韃靼の剛将幹哩毘」 大判3枚続 明治29年（1896年） 山梨県立美術館所蔵
- 「日本撰景 松島之雪の旦」 大判 明治29年 山梨県立美術館所蔵
- 「源平盛衰記」 大判 明治30年（1897年） 山梨県立美術館所蔵
- 「教訓歴史画解」 大判3枚続 明治31年（1898年） 山梨県立美術館所蔵
- 「日本歴史教訓画」 大判3枚続の内2枚 明治31年 山梨県立美術館所蔵
- 「神君大久保彦左ヱ門」 大判3枚続 明治39年（1906年） 山梨県立美術館所蔵
- 「見立雪月花之内 五条橋之月」 大判3枚続

### 肉筆浮世絵
| 作品名             | 技法     | 形状・員数 | 寸法（縦x横cm） | 所有者                   | 年代               | 落款・印章 | 備考 |
| ------------------ | -------- | ---------- | --------------- | ------------------------ | ------------------ | ---------- | ---- |
| 松に朝陽之図       | 板地著色 |            |                 | 諏訪神社（中央市東花輪） | 1902年（明治35年） |            |      |
| 明治天皇御幸記念   | 板地著色 |            |                 | 姫宮神社（韮崎市船山）   | 1918年（大正7年）  |            |      |
| 春秋屏風           | 紙本著色 | 六曲一双   | 131.4x310.0     | 山梨県立美術館           |                    |            |      |
| 三国志             | 紙本着色 | 4幅対      | 128.458.4（各） | 山梨県立美術館           | 1910年（明治43年） |            |      |
| 古梅               | 紙本墨画 |            | 132.4x67.7      | 山梨県立美術館           | 1920年（大正9年）  |            |      |
| 楠公父子之図       | 絹本著色 |            | 117.0x51.8      | 山梨県立美術館           |                    |            |      |
| 寿老人             | 絹本著色 |            | 103.0x34.0      | 山梨県立美術館           |                    |            |      |
| 梅天神             | 紙本著色 |            | 130.5x65.0      | 山梨県立美術館           |                    |            |      |
| 針仕事             | 紙本著色 |            | 123.3x46.9      | 山梨県立美術館           |                    |            |      |
| 白兎               | 紙本著色 |            | 113.3x58.9      | 山梨県立美術館           |                    |            |      |
| 夏（風鈴と金魚）   | 紙本著色 |            | 127.4x54.2      | 山梨県立美術館           |                    |            |      |
| 若尾逸平一代図屏風 | 絹本著色 | 三曲一隻   |                 | 南アルプス市立美術館     |                    |            |      |